# Hans Joachim Franzke
Hans Joachim Franzke  (* 1940) ist ein deutscher Geologe.

## Werdegang
Franzke wuchs in Bernburg (Saale) auf und studierte 1961 bis 1966 Geologie an der Martin-Luther-Universität Halle-Wittenberg. 1974 wurde er dort promoviert (Tektonik der Hydrothermalen Gangstrukturen des Unterharzes). 1984 bis 1992 war er wissenschaftlicher Angestellter am Zentralinstitut für Physik der Erde der Akademie der Wissenschaften der DDR in Potsdam (heute DGFZ). 1992 wurde er Akademischer Oberrat an der TU Clausthal. Er lehrt dort auch nach seiner Pensionierung im Jahr 2005 weiter Tektonik und ist zudem als Gutachter tätig, damit ist er (Stand 2015) einer der ältesten Lehrbeauftragten der TU.
Er ist bekannt für Beiträge zur Geologie des Harzes, wo er sich besonders mit dem Nordrand des Harzes und seiner Tektonik befasst. Er befasst sich auch mit der Geologie des Thüringer Waldes, Fernerkundung, Mineralisation an hydrothermalen Lagerstätten und Tektonik (Bruchtektonik, Seismotektonik).
2015 erhielt er die Serge-von-Bubnoff-Medaille der Deutsche Geologische Gesellschaft – Geologische Vereinigung.
Franzke wohnt in Clausthal-Zellerfeld.

## Schriften
- mit Rainer Müller: Oberharz: tiefe Gruben – hohe Rücken. Streifzüge durch die Erdgeschichte. Goldschneck Verlag 2014
- mit Max Schwab: Harz, östlicher Teil: mit Kyffhäuser Kristallin, Sammlung Geologischer Führer, Band 104, Gebrüder Borntraeger 2011
- mit Rainer Müller, Firouz Vladi: Südharz und Kyffhäuser – auf den Spuren der Vorzeit. Edition Goldschneck, Verlag Quelle & Meyer, Wiebelsheim 2023, ISBN 978-3-494-01658-0.